# Robert Fripp
Robert Fripp (Wimborne Minster, 16 de mayo de 1946) es un músico, compositor y productor discográfico británico famoso por su trabajo en la banda de rock progresivo King Crimson. Es el único miembro que pertenece al grupo desde su fundación en los años 1960 hasta el presente y se ha convertido en su líder y la fuerza creativa e impulsora de su regreso a los escenarios en varias ocasiones.
También ha trabajado como músico de estudio con David Bowie en los álbumes "Heroes" y "Scary Monsters (and Super Creeps)", con Brian Eno, y ha contribuido en crear los sonidos del sistema operativo Windows Vista. Su discografía en más de cuatro décadas supera los setecientos lanzamientos.
En 2011 la revista Rolling Stone lo consideró entre los 100 guitarristas más importantes de todos los tiempos.
Actualmente es considerado uno de los guitarristas más influyentes del rock de vanguardia, desarrollando un virtuosismo propio, técnico e innovador que es notable en comparación con otros guitarristas de su época.

## Biografía
Nació en Wimborne Minster, un pueblo del condado de Dorset, al sur de Inglaterra. Comenzó a tocar la guitarra a los 11 años de edad.

### Comienzos de su carrera
La carrera profesional de Robert Fripp comienza en 1967 cuando se integró en una banda con el bajista Peter Giles y el baterista Michael Giles. El trío grabó un único álbum titulado The Cheerful Insanity of Giles, Giles and Fripp.

### Conformación de King Crimson
Su primer álbum, In the Court of the Crimson King realizado en 1969, obtuvo críticas encontradas. Desde entonces, King Crimson se ha disuelto y vuelto a formar en varias ocasiones con distintos integrantes, con Fripp como único miembro constante de todos sus discos y todas sus encarnaciones. Tras la disolución aparentemente definitiva de King Crimson, Fripp se alejó de la industria musical por el interés que despertaron en él los textos de George Ivanovich Gurdjieff. Las enseñanzas recibidas influyeron después en su trabajo con Guitar Craft. En 1976 volvió al trabajo musical colaborando en el primer disco solista de Peter Gabriel; Fripp incluso salió de gira con Gabriel como uno de sus músicos de apoyo, pero con el nombre de Dusty Rhodes.
En 1977, Fripp recibió una llamada de Brian Eno, quien se encontraba trabajando con David Bowie en su álbum Heroes. Fripp tocó la guitarra en el álbum y desde ese momento inició una serie de colaboraciones con reconocidos músicos. De nuevo con Peter Gabriel en su segundo álbum y con Daryl Hall (integrante del dúo Daryl Hall & John Oates) en su álbum Sacred Songs. Durante ese período Fripp comenzó a trabajar en su propio material, con las contribuciones de Eno, Gabriel y Hall, así como de Peter Hammill, Jerry Marotta, Phil Collins, Tony Levin y Terre Roche. Este material culminó en 1979 con la aparición de su primer álbum solista, Exposure, seguido de la gira Frippertronics en ese mismo año. Mientras vivía en Nueva York participó en discos y en conciertos de Blondie y de Talking Heads. Su colaboración con Buster Jones, Paul Duskin y David Byrne dio como resultado el álbum God Save the Queen/Under Heavy Manners. En 1980 formó una "banda de new wave instrumental bailable" llamada League of Gentlemen (Liga de Caballeros), con Sara Lee, Barry Andrews y Johnny stone.

### King Crimson, nuevamente
Durante ese período, Fripp trabajó en dos discos con su amigo Andy Summers de The Police, I Advance Masked en el que Fripp y Summers tocaron todos los instrumentos, y Bewitched que estuvo más dominado por Summers, además de que tuvo la participación de varios músicos más.

### Guitar Craft
En 1984, la American Society for Continuous Education (ASCE) (Claymont Court, Virginia Occidental) le ofreció a Fripp un puesto como profesor. Él se había involucrado con la ASCE desde 1978, y había considerado seriamente durante bastante tiempo la perspectiva de enseñar guitarra. Su clase, Guitar Craft, comenzó en 1985, teniendo entre sus resultados, un grupo llamado The League of Crafty Guitarists, que ha elaborado ya varios discos.

### Paisajes sonoros
Las colaboraciones de Fripp con David Sylvian presenta algunos de los más exuberantes ejemplos de su estilo. Fripp contribuyó al track de 20 minutos de Sylvian 'Steel Cathedrals', de su Alchemy - An Index Of Possibilities álbum en el 1985. Luego, Fripp también participó del mismo modo con Gone To Earth, al año siguiente. En 1991, pues, Fripp le ofreció a Sylvian convertirse en el vocalista de la reformada banda de King Crimson, pero Sylvian rechazó la oferta. Más adelante, se unieron al grupo Trey Gunn en stick y Jerry Marotta en batería, más durante una gira de promoción Pat Mastelotto reemplazó a Jerry como batería.

### King Crimson redux
En 1994, Fripp formó de nuevo King Crimson con los miembros de 1981, añadiendo a Trey Gunn y al baterista Pat Mastelotto en una configuración conocida como "doble trío" (dos guitarras, dos bajos y dos baterías). La nueva formación se presentó en directo en Buenos Aires en 1994, diez años después de la segunda disolución del Rey Carmesí. El grupo lanzó el EP Vrooom en 1994 y el álbum THRAK en 1995. Ese mismo año se editó también un doble CD con los conciertos en directo de Argentina: B'Boom: Official Bootleg - Live In Argentina 1994.
Aunque logró éxito musical y relativo éxito comercial el doble trío King Crimson resultó difícil de sostener. De 1997 a 1999 la banda "fraKctalizó" en cinco subgrupos instrumentales conocidos como ProjeKcts. En 1998 Bruford había abandonado por completo la banda: en 2000 Fripp, Belew, Gunn y Mastelotto reúnen un King Crimson de cuatro piezas (menos Levin que estaba ocupado en otros trabajos). Esta formación produjo dos álbumes de estudio The construKction of light en 2000 y The Power to Believe en 2003 adoptando un enfoque más metálico y más electrónico. Gunn dejó el grupo a finales de 2003.

### Otros proyectos: G3, Porcupine Tree, Slow Music, The Travis, The Humans, Jakko Jaksyk
Durante el 2004, Fripp dio una gira con Joe Satriani y Steve Vai como trío de guitarras con el nombre de G3. El 21 de octubre de 2005, Robert Fripp trabajó en los estudios de Microsoft grabando nuevos sonidos y atmósferas para el Windows Vista.
A finales de 2005 e inicios de 2006 Fripp se unió al proyecto de improvisación de Slow Music del batería de R.E.M Bill Rieflin con el guitarrista Peter Buck, Fred Chalenor (bajo acústico), Matt Chamberlain (tambores) y Hector Zazou (electronics). El grupo llevó a cabo una gira por la costa oeste de Estados Unidos en mayo de 2006.
Fripp interviene en el álbum Fear of a Blank Planet de la banda inglesa Porcupine Tree, editado el 16 de abril de 2007, concretamente en el tema Way out of here, donde conoce al batería Gavin Harrison quien posteriormente formará parte de la nueva etapa de King Crimson.
En 2006 Fripp contribuyó con su composición "At The End Of Time" al álbum Guitarists 4 the Kids, producido por Slang Productions, para World Vision Canada en ayuda de la infancia desfavorecida. A lo largo de 2006 Fripp realizó varios conciertos en solitario de paisajes sonoros en entornos íntimos, especialmente en iglesias cerca de West Midlands en Inglaterra, donde vive.
En octubre de 2006, ProjeKct Six (Robert Fripp, Adrian Belew) tuvieron selectas actuaciones en la costa este de Estados Unidos abiertas por el grupo Porcupine Tree. En el mismo año Fripp contribuye con paisajes sonoros en dos piezas del álbum Porcupine Tree's Fear of a Blank Planet: "Way Out of Here" y "Nil Recurring," el segundo de los cuales fue lanzado en septiembre de 2007 como parte del EP "Nil Recurring" EP. Fripp también de manera esporádica actuó como apertura en varios tours de 2006 a 2009.
En 2008 Fripp colaboró con Theo Travis en un álbum de duetos de guitarra y flauta o saxofón llamado "Thread" y el dúo realizó una breve gira inglesa en 2009, repitiendo colaboración con el álbum Follow en 2012. También participó en un concierto con la banda "The Humans" formada por su esposa Toyah Willcox, Bill Rieflin y Chris Wong, en Judy Dyble's Talking With Strangers (con Pat Mastelotto y otros) y tocó en dos pieza del álbum de Jakko Jakszyk "The Bruised Romantic Glee Club". In 2010, Fripp contribuyó con un solo de guitarra en una versión ampliada de la canción 'Heathen Child' de Grinderman, lanzada como cara B del sencillo 'Super Heathen Child'.

### "Scarcity of Miracles" un "retiro" musical y nueva aparición de King Crimson
En mayo de 2011, Jakko Jakszyk, Robert Fripp y Mel Collins publican el álbum "A Scarcity of Miracles: A King Crimson ProjeKct" bajo el sello de Panegyric. El álbum cuenta con contribuciones de Tony Levin y Gavin Harrison, animando la especulación de que el proyecto podría desembocar en un nuevo King Crimson.
En una entrevista publicada el 3 de agosto de 2012 Fripp declaró que se había retirado como músico profesional a causa de sus divergencias desde hacía tiempo con Universal Music Group y afirmando que el trabajo en la industria musical se había convertido en algo "sin alegría y vacuo" sin embargo el "retiro" duró poco y pronto llegó a un acuerdo con UMG.

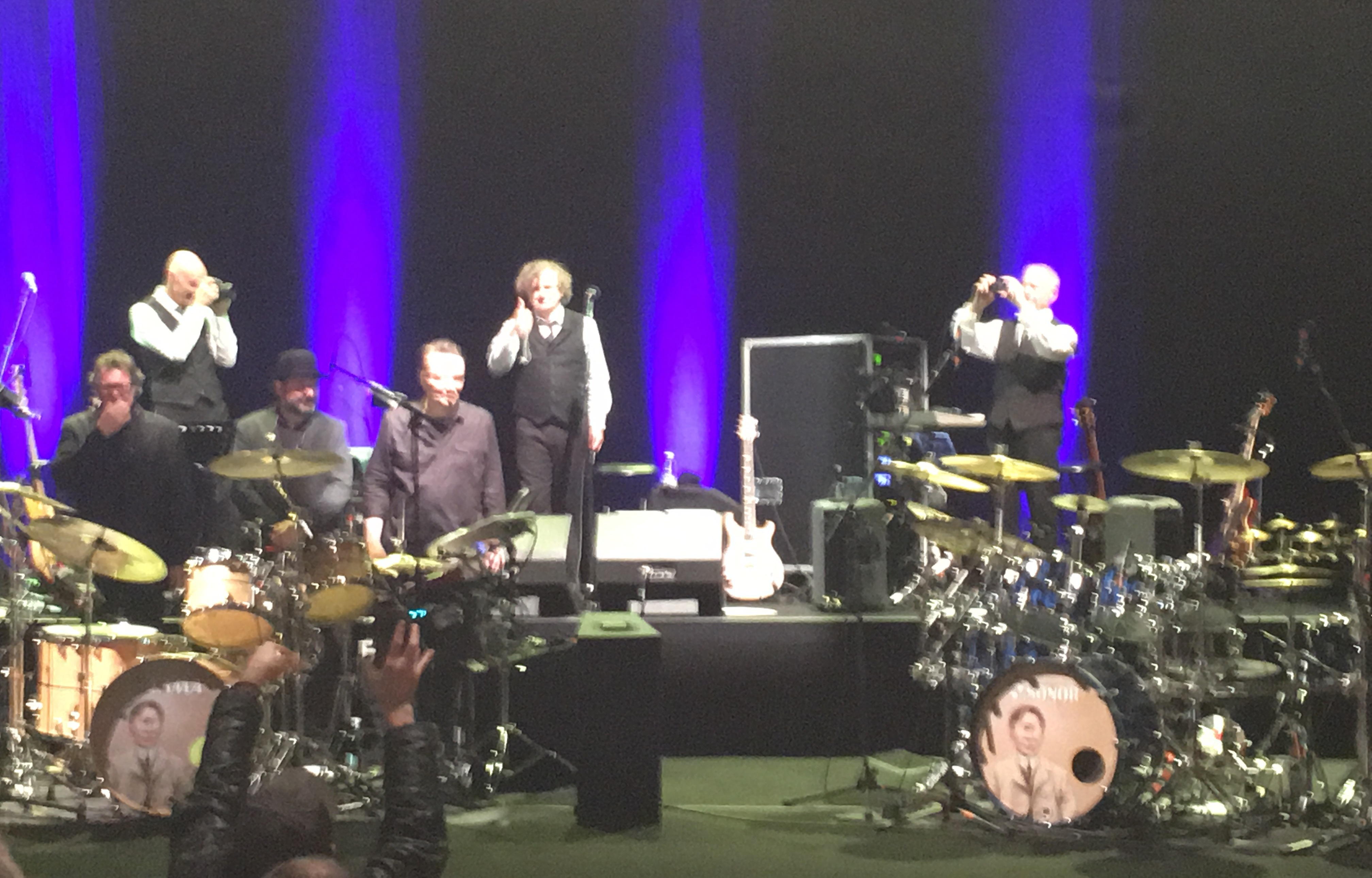
King Crimson, Madrid en el Tour Europeo 2016

El 6 de septiembre de 2013 Fripp en su diario anunció el regreso de King Crimson como una formación de siete músicos "cuatro británicos y tres americanos". La nueva formación estaría formada por Fripp, Levin, Mastelotto y Harrison en las baterías, el regreso de Mel Collins, miembro en los años 1970, y dos nuevos miembros: Jakko Jakszyk como cantante y segunda guitarra y Bill Rieflin como tercer baterista. Esta versión de la banda realizó un tour en 2014 y 2015 con la reelaboración del material de la banda de los años 1960 y 70 más canciones de A Scarcity of Miracles y nuevas composiciones. A principios de 2016 se anunció que Rieflin se tomaría un año sabático musical y fue sustituido por el batería Jeremy Stacey para el Tour Europeo 2016.

## Vida personal
Fripp está casado desde 1986 con Toyah Willcox, cantante punk y actriz. De diciembre de 1987 a julio de 1999 vivieron y restauraron la Reddish House, antigua casa del fotógrafo y modista británico Cecil Beaton, en Broad Chalke Wiltshire. En la actualidad vive en Pershore, Worcestershire. La pareja no tiene hijos y han arreglado su herencia para otorgarla a una organización educativa musical para niños.
Fripp dirige la Seattle Circle Guitar School y el Shallal Dance Theatre en Penzance, Inglaterra.

## Discografía
Robert Fripp ha participado en todos los discos de King Crimson

### Giles, Giles & Fripp
- 1968 : The Cheerful Insanity of Giles, Giles and Fripp
- 2001 : The Brondesbury Tapes
- 2001 : Metaphormosis

### Solo
- 1979 : Exposure
- 1980 : God Save the Queen/Under Heavy Manners
- 1981 : Let the Power Fall: An Album of Frippertronics
- 1981 : The Warner Brothers Music Show - The Return Of King Crimson
- 1985 : Network EP
- 1985 : God save the king - New edition of Under Heavy Manners & The League of Gentlemen
- 1993 : The bridge between
- 1998 : The Gates of Paradise
- 1998 : Lightness: For the Marble Palace
- 2000 : A temple in the clouds
- 2005 : Love cannot bear
- 2007 : Robert Fripp : Unplugged - 3 CD Box-set

### Brian Eno
- 1973 : (No Pussyfooting)
- 1975 : Another Green World
- 1975 : Evening Star
- 1994 : The essential Fripp & Eno
- 2004 : The Equatorial Stars
- 2007 : Beyond Even (1992-2006)

### David Bowie
- 1977 : "Heroes"
- 1980 : Scary Monsters (And Super Creeps)

### David Sylvian
- 1993 : The first day
- 1993 : Darshan The Road to Graceland
- 1994 : Damage live

### Andy Summers
- 1982 : I Advance Masked
- 1984 : Bewitched
- 1984 : Andy Summers & Robert Fripp Speak Out - Promo album

### The League of Gentlemen
- 1981 : The League of Gentlemen
- 1996 : Thrang Thrang Gozinbulx

### The League of Crafty Guitarists
- 1986 : The League of Crafty Guitarists Live !
- 1990 : Live II
- 1991 : A show of hands
- 1995 : Intergalactic Boogie Express

### Theo Travis
- 2008 : Thread
- 2012 : Follow
- 2012 : Discretion

### Soundscapes
- 1994 : 1999 Soundscapes: Live in Argentina
- 1995 : A Blessing of Tears: 1995 Soundscapes, Vol. 2
- 1996 :: Radiophonics: 1995 Soundscapes, Vol. 1
- 1996 : That Which Passes: 1995 Soundscapes, Vol. 3
- 1997 : November Suite: Soundscapes - Live at Green Park Station 1996

### Otras grabaciones
- 1986 : The Lady or the Tiger (con Toyah Wilcox)
- 1991 : Kneeling at the Shrine (con Sunday All Over the World)
- 1993 : The Bridge Between (With The Robert Fripp String Quintet)
- 1994 : FFWD (With The Orb)
- 1999 : The Repercussions of Angelic Behavior (With Bill Rieflin & Trey Gunn)
- 2000 : A Temple in the Clouds (con Jeffrey Fayman)
- 2011 : A Scarcity of Miracles (con Mel Collins & Jakko Jakszyk)
- 2012 : The Wine of Silence (con Andrew Keeling, David Singleton & Het Metropole Orkest)
- 2015 : Starless Starlight : David Cross & Robert Fripp

### Colaboraciones
- 1970 : H to He, Who Am the Only One : Van der Graaf Generator
- 1971 : Pawn Hearts : Van der Graaf Generator
- 1971 : Fools Mate : Peter Hammill
- 1971 : Septober energy : Centipede
- 1972 : Blueprint : Keith Tippett
- 1972 : Matching Mole's Little Red Record : Matching Mole
- 1973 : Ovary Lodge : Keith Tippett
- 1977 : Peter Gabriel I : Peter Gabriel
- 1978 : Parallel lines : Blondie
- 1978 : Peter Gabriel II : Peter Gabriel
- 1979 : Fear of music : Talking Heads
- 1979 : The Roches : The Roches
- 1980 : Sacred songs : Daryl Hall
- 1980 : Peter Gabriel III : Peter Gabriel
- 1982 : Keep on doing : The Roches
- 1985 : Alchemy: An Index of Possibilities : David Sylvian
- 1986 : Gone to earth David Sylvian
- 1994 : Sidi Mansour : Rimitti
- 1994 : Flowermouth : No Man
- 1994 : Battle Lines : John Wetton
- 1995 : Cheikha Rimitti Featuring Robert Fripp and Flea : Cheikha [Unreleased Tracks From The Sidi Mansour Album]
- 1998 : Arkangel : John Wetton
- 1999 : Approaching Silence : David Sylvian
- 2000 : Everything and Nothing : David Sylvian
- 2001 : Sinister : John Wetton
- 2002 : Trance Spirits : Steve Roach & Jeffrey Fayman With Robert Fripp & Momodou Kah
- 2002 : Camphor : David Sylvian
- 2006 : Side three : Adrian Belew
- 2007 : Fear of a blank planet : Porcupine Tree
- 2011 : Raised in captivity : John Wetton
- 2011 : Thirteen : Robert Miles